# Instituto de Geografía de la Pontificia Universidad Católica de Valparaíso
El Instituto de Geografía de la Pontificia Universidad Católica de Valparaíso es una unidad académica universitaria chilena que conforma parte de la Facultad de Ciencias del Mar y Geografía de la mencionada casa de estudios, y que se dedica a la formación de geógrafos. Su actual director es el Profesor Hermann Manríquez

## Historia
La historia del Instituto de Geografía de la Pontificia Universidad Católica de Valparaíso se remonta al año 1949, fecha en que fue creada la Facultad de Filosofía y Educación posteriormente en el año 1952 fue organizada la Escuela de Historia y Ciencias Sociales, la cual formaba Profesores de Estado en Historia, Geografía, Educación Cívica y Economía Política, el impulsor de la creación de la Escuela fue el Padre Jorge González Fórster quién ejercía la Rectoría de la Universidad.
La Reforma Universitaria ocurrida entre los años 1967 y 1969 suprimió la Facultades existentes, así la Escuela de Historia y Ciencias Sociales fue transformada en una unidad académica autónoma llamada Instituto de Historia y Geografía, luego con el decreto de la Rectoría del 25 de julio de 1972 establece la división de esta en dos unidades independientes; el Instituto de Historia y el Instituto de Geografía, en ese mismo año se elige al primer Director del Instituto, el Profesor Víctor Constanzo Cerda. En el año 1976 son creadas nuevamente las Facultades como forma de organización en la Universidad, de esta forma el Instituto de Geografía es incorporado en la Facultad de Recursos Naturales en el año 1982 junto con la Escuela de Alimentos y la Escuela de Ciencias del Mar. Durante el año 2014 se produce una reorganización de la Facultad, y junto a la Escuela de Ciencias del Mar, pasan a conformar la Facultad de Ciencias del Mar y Geografía.

## Carrera y ubicación
Cabe destacar que fue la primera Licenciatura en Geografía acreditada de Chile por la Comisión Nacional de Acreditación.
Actualmente la carrera es impartida en el Edificio Isabel Brown Caces de Valparaíso, junto a otras dos carreras de la Facultad de Ingeniería. Este edificio corresponde a la sede del antiguo Valparaíso Coast Company, ubicándose este instituto precisamente en la parte del edificio antiguo, mientras las facultades ingenieriles se han insertado principalmente en las ampliaciones en altura posteriores que se construyeron.

## Egresados destacados
- Carolina Rojas (geógrafa)